# Megalorhipida fissa
Megalorhipida fissa là một loài bướm đêm thuộc họ Pterophoridae. Nó được biết đến ở Yemen.